# Vara di Fiumedinisi
La Vara di Fiumedinisi è una macchina votiva costruita in legno e ferro dedicata all'Annunciazione del Signore, che è portata a spalla da circa 150 uomini (chiamati "Devoti portatori") in occasione dell'omonima festa, celebrata la seconda domenica di agosto, ogni cinque anni circa, a Fiumedinisi, in provincia di Messina. 

## Storia
Al pari di altre macchine votive presenti nel territorio siciliano (quali ad esempio la Vara di Messina), la sua origine è collocata dagli storici intorno al XVII secolo, durante il periodo di dominazione spagnola della Sicilia. 
In origine la festa era celebrata a Fiumedinisi il 25 marzo di ciascun anno, proprio in concomitanza con la ricorrenza religiosa dell'Annunciazione del Signore. Soltanto alla fine del XIX secolo la festa fu spostata alla seconda domenica del mese d'agosto e la cadenza divenne irregolare, in particolare per consentire ai tanti emigrati di prendevi parte. La manifestazione è altrimenti definita  'a festa ranni. 
La mattina sfilavano i membri della Confraternita dell'Itria e quelli della Confraternita dell'Annunziata.

## Struttura
Sulla vara prendono posto tre bambini tra i 10 e i 14 anni che rappresentano, per volere del popolo di Fiumedinisi, il Padre Eterno, l'Angelo Gabriele e Maria, oltre all'arciprete di Fiumedinisi, al vescovo di Messina e ai tre "Mastri", eredi delle famiglie fiumedinisane che secondo tradizione contribuirono in modo principale alla costruzione della Vara. La rappresentazione si chiude col canto dialettale, tramandato nei secoli, dei tre personaggi.
Le attuali dimensioni della Vara di Fiumedinisi sono le seguenti: lunghezza pari a 10,40 metri; larghezza pari a 1,55 metri e altezza pari a 7,0 metri circa. Il suo peso a vuoto si aggira intorno alle 2,8 tonnellate. La struttura odierna si caratterizza per la presenza di due corpi principali, il "Limbo" o "varetta del Padre Eterno" e la "varetta di Maria", che sono collegati tra loro per mezzo di tre grosse travi in legno (sotto le quali prendono posto i devoti portatori il giorno della festa). In mezzo ai due corpi principali vi è una pedana in tavolato con una scaletta in legno a quattro gradini appoggiata al "Limbo", sulla quale trova collocazione il personaggio dell'Angelo Gabriele. I vari pezzi assemblati sono custoditi rispettivamente nelle chiese di San Pietro e chiesa di San Nicola.

## Itinerario
La vigilia del 13 sera, è dedicata ai Viaggi, processione penitenziale che i fedeli compiono in ginocchio tra la chiesa di San Pietro e quella dell'Annunziata.
L'itinerario della vara parte da piazza della matrice, santuario dedicato alla Vergine Annunziata, attraverso la strada 'a vara fino a piazza San Pietro e ritorno. All'andata la vara è condotta da fedeli in abiti civili. Al rientro i portatori sono vestiti rigorosamente di bianco

## Appuntamenti
- Edizione 2007, il 12 agosto.
- Edizione 2016, il 14 agosto
- Edizione 2025, il 10 agosto. Ultima riproposizione.